# Jaimito
|  | Aquest article tracta sobre la revista. Per al personatge que li donava nom, vegeu Jaimito y compañía. |

Jaimito va ser una revista infantil de còmics amb periodicitat setmanal, editada per l'Editorial Valenciana des dels anys 40 fins al tancament de l'editorial en 1985, de la qual se'n publicaren 1.686 números. Devia el seu nom al personatge creat per Miguel Martínez Verlichi, Palmer; que més endavant dibuixaria l'artista Karpa.
En el seua primera etapa, entre 1943 o 1945 i 1952, va tenir una aparició discontínua i els exemplars mancaven de numeració en mancar del permís oficial de publicació periòdica. En la segona etapa, entre 1952 i 1979, en van aparèixer uns 1664 números (ja amb la numeració en la portada), 34 almanacs i diversos extres.
La revista Jaimito va ser el principal exponent de l'escola valenciana d'historieta humorística, una de les poques alternatives al predomini de les revistes d'Editorial Bruguera durant el franquisme. En les seues pàgines es van publicar sèries com l'homònima Jaimito, per Karpa; Bartolo, as de los vagos de Palop; El Astronauta Saturnino Chiquiflauta de Serafín o El soldadito Pepe de Josep Sanchis. També és la revista on va començar a publicar-se la més cèlebre sèrie humorística de l'escola valenciana: Pumby, de Sanchis. Jaimito va acollir en les seues pàgines, a més de la producció pròpia, a alguns clàssics del còmic nord-americà.
Altres col·laboradors de la revista van ser Soriano Izquierdo, Edgar, Carbó, Alamar, Frejo, Salvador, Castillo, Ramon Sabatés, Nin i Rojas de la Cámara.
Entre 1958 i 1979 Editorial Valenciana va publicar també la revista Selecciones de Jaimito.